# A.S.D. Real Nocera Superiore
ASD Real Nocera Superiore (thường được gọi là Real Nocera) là một câu lạc bộ bóng đá Ý đến từ Nraf Superiore, Campania.

## Lịch sử
Câu lạc bộ được thành lập vào năm 2009 với tên Vis Nocera Superioree, sau khi câu lạc bộ Baronissi chuyển đến Nocera Superiore từ thị trấn cùng tên.
Vào cuối mùa Eccellenza 2009-10, câu lạc bộ đã lấy cái tên hiện tại và yêu cầu được nhận vào Serie D 2010-11. Điều này ban đầu đã bị từ chối, nhưng quyết định đã được Tòa án thể thao CONI đưa ra, mặc dù Real Nocera đã được tham gia giải đấu sau ngày đầu tiên được thi đấu.
Trong mùa 2011-12, đội đã xuống hạng Eccellenza.
Vào mùa hè 2012, danh hiệu thể thao của Eccellenza đã được chuyển cho Angri và vì vậy nó đã bị giải thể.

## Màu sắc và huy hiệu
Màu của đội là đỏ và đen.